# 薩摩川内警察署
薩摩川内警察署（さつませんだいけいさつしょ）は、鹿児島県薩摩川内市原田町にある鹿児島県警察の警察署である。
旧名称は川内警察署。管轄区域は鹿児島県薩摩川内市である。甑島にある甑島幹部派出所についても記述する。

## 概要

### 薩摩川内警察署
- 所在地：鹿児島県薩摩川内市原田町1番1号
- 管轄区域：鹿児島県薩摩川内市
- 運転免許証の更新：可能
- 運転免許証の再交付：可能
- 運転免許証の失効に伴う新規免許証の申請：可能

※2008年（平成20年）10月1日から鹿児島市内3ヶ所の警察署（鹿児島中央警察署・鹿児島西警察署・鹿児島南警察署）を除く鹿児島県内の25ヶ所の警察署と4ヶ所の幹部派出所（甑島幹部派出所・垂水幹部派出所・喜界幹部派出所・与論幹部派出所）で運転免許証の更新や再交付、運転免許証の失効に伴う新規免許証の申請が管轄区域に関わらずできるようになる。ただし、身体障害者運転適性検査装置等による検査が必要な者と運転免許効力停止処分中の者は除く。

### 甑島幹部派出所
- 所在地：〒896-1201　鹿児島県薩摩川内市上甑町中甑490番地2
- 管轄区域：鹿児島県薩摩川内市上甑町・下甑町・鹿島町・里町
- 運転免許証の更新：可能
- 運転免許証の再交付：可能
- 運転免許証の失効に伴う新規免許証の申請：可能

※2008年（平成20年）10月1日から鹿児島市内3ヶ所の警察署（鹿児島中央警察署・鹿児島西警察署・鹿児島南警察署）を除く鹿児島県内の25ヶ所の警察署と4ヶ所の幹部派出所（甑島幹部派出所・垂水幹部派出所・喜界幹部派出所・与論幹部派出所）で運転免許証の更新や再交付、運転免許証の失効に伴う新規免許証の申請が管轄区域に関わらずできるようになる。ただし、身体障害者運転適性検査装置等による検査が必要な者と運転免許効力停止処分中の者は除く。

## 沿革
- 1954年（昭和29年） - 新警察法が施行されたのに伴い以下の組織改編が行われた。
  - 川内市に置かれていた自治体警察である川内市警察が廃止された[1]。
  - 鹿児島県警察が川内警察署を設置する[2]。設置時の管轄区域は川内市・高城村・高江村・下東郷村・東郷町・永利村・樋脇町・入来町であった[1]。
  - 国家地方警察鹿児島県本部甑島地区警察が廃止され、鹿児島県警察が甑島列島を管轄する甑島警察署を上甑村大字中甑に設置する[3]。
- 1971年（昭和46年） - 警察署の統廃合により川内警察署に甑島警察署を統合し、同時に警部補を長とする甑島幹部派出所を設置[4][3][1]。
- 2006年（平成18年） - 先の市町村合併により、川内市などが新設合併し薩摩川内市となったのに伴い、薩摩川内警察署に改称。同時に入来、祁答院両町を宮之城警察署（現在のさつま警察署）より移管する。

## 組織
- 署長
- 副署長
- 警務課
- 会計課
- 生活安全課
- 地域課
- 刑事課
- 交通課
- 警備課

## 幹部派出所

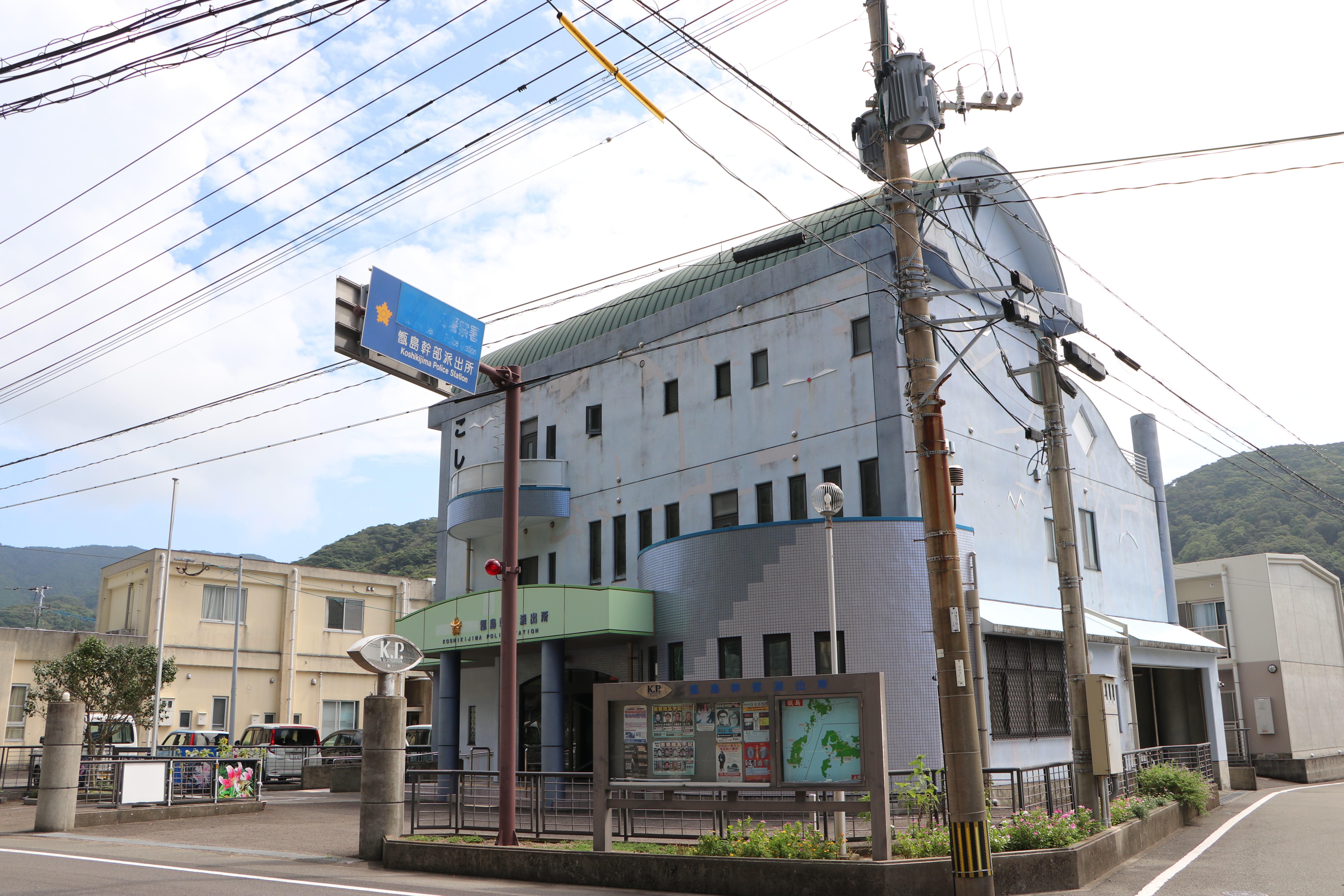
甑島幹部派出所

| 幹部派出所 | 所在地     | 所在地     |
| 幹部派出所 | 市町村名   | 町・字名   |
| ---------- | ---------- | ---------- |
| 甑島       | 薩摩川内市 | 上甑町中甑 |

## 交番
| 交番       | 所在地     | 所在地       |
| 交番       | 市町村名   | 町・字名     |
| ---------- | ---------- | ------------ |
| 川内中央   | 薩摩川内市 | 西向田町     |
| 川内北     | 薩摩川内市 | 上川内町     |
| 隈之城     | 薩摩川内市 | 矢倉町       |
| 薩摩川内東 | 薩摩川内市 | 入来町浦之名 |

## 警察官駐在所
| 警察官駐在所 | 所在地     | 所在地       |
| 警察官駐在所 | 市町村名   | 町・字名     |
| ------------ | ---------- | ------------ |
| 久見崎       | 薩摩川内市 | 久見崎町     |
| 西方         | 薩摩川内市 | 西方町       |
| 鳥丸         | 薩摩川内市 | 東郷町宍野   |
| 手打         | 薩摩川内市 | 下甑町手打   |
| 長浜         | 薩摩川内市 | 下甑町長浜   |
| 鹿島         | 薩摩川内市 | 鹿島町藺牟田 |
| 里           | 薩摩川内市 | 里町里       |

## 周辺の施設

### 薩摩川内警察署
- 薩摩川内地区交通安全協会
- 済生会川内病院
- 鹿児島地方裁判所川内支部
- 国土交通省川内川河川事務所
- 薩摩川内市消防局中央消防署
- 宮崎太陽銀行川内支店
- 川内税務署
- 薩摩川内市立可愛小学校
- 鹿児島県立川内高等学校

### 甑島幹部派出所
- 薩摩川内市立中津小学校
- 薩摩川内市立上甑中学校
- 中甑郵便局
- 鹿児島地方裁判所甑島簡易裁判所